# Lindernia micrantha
Lindernia micrantha é uma espécie botânica do gênero Lindernia pertencente à família Linderniaceae.